# Antoni Małecki

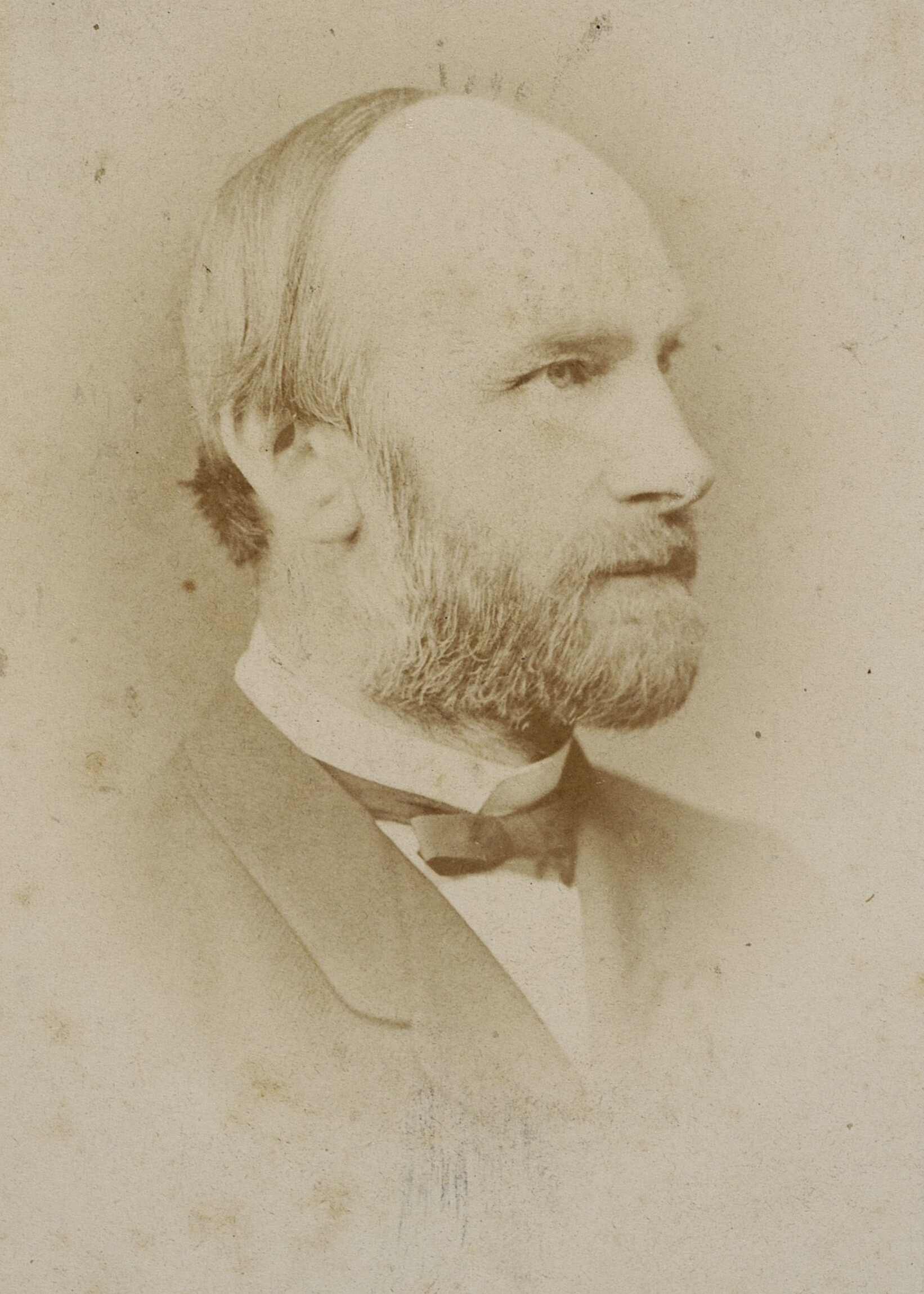
Antoni Małecki (1870)

Antoni Małecki (* 16. Juli 1821 in Objezierze, Großpolen; † 7. Oktober 1913 in Lemberg) war ein polnischer Klassischer Philologe, Slawist, Schriftsteller und Hochschullehrer.

## Leben
Antoni Małecki, der Sohn eines polnischen Landwirts, besuchte das Gymnasium zu Posen und studierte Klassische Philologie und Geschichte an der Berliner Universität. Nach der Promotion mit der Dissertation De Academia vetere (1844) und dem Lehramtsexamen arbeitete er als Lehrer am Maria-Magdalenen-Gymnasium in Posen. 1850 wurde er als außerordentlicher Professor der Klassischen Philologie an die Jagiellonen-Universität zu Krakau berufen.
Aus politischen Gründen verließ er Krakau 1854 und ging an die Universität Innsbruck, wo er nach kurzer Zeit eine außerordentliche Professur seines Faches erhielt. Neben seiner Lehrtätigkeit studierte Małecki Slawistik. 1856 wurde er als Professor für polnische Sprache und Literatur an die Universität Lemberg berufen, wo er bis an sein Lebensende in Lehre, Forschung und Verwaltung tätig war. 1872 trat er das Rektorat der Universität Lemberg an. Im folgenden Jahr ließ er sich von seiner Lehrtätigkeit beurlauben. 1892 erhielt er die Ehrendoktorwürde der Universität Krakau.
Małecki war Mitglied der Akademie der Wissenschaften zu Krakau, Landtagsabgeordneter, lebenslanges Mitglied des Österreichischen Herrenhauses und hatte zahlreiche weitere Ämter inne. Seine Forschungsarbeit zur polnischen Literatur, Sprache und Geschichte führte er nebenbei bis zu seinem Tode fort.